# Posthalterei (Syke)

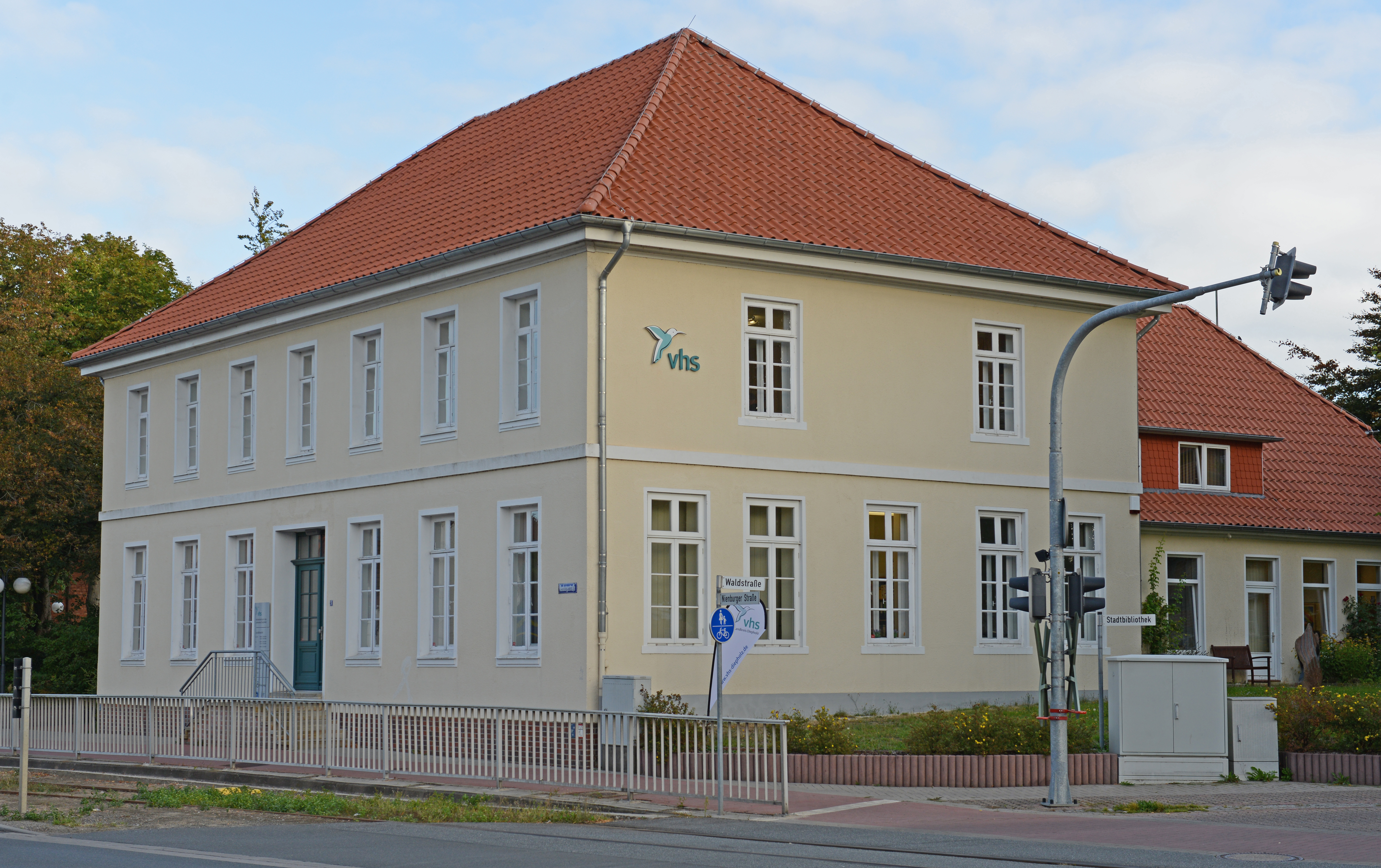
Posthalterei

Die ehemalige Balksche Posthalterei (auch Alte Post genannt) in Syke, Nienburger Straße 5, Ecke Waldstraße, stammt aus dem 19. Jahrhundert.
Das Gebäude steht unter Denkmalschutz.

## Geschichte
Die älteste Poststelle Sykes wurde als Sponstelle (Spannstelle) bereits 1654 am Standort Herrlichkeit 3 erwähnt (heute ist hier die Gaststätte Hansa-Haus) und 1759 als Fahrpost.
1770 wurde erstmals ein Hotel mit Poststation genannt.
Die Fachwerkgebäude Waldstraße 1 (seit 2020 Senioren- und Pflegestützpunkt), Waldstraße 3 (seit 2014 Café) und Nienburger Straße 5 gehörten zum historischen Ensemble der Balkschen Posthalterei, die um 1826 hierher an die Chaussee Bremen–Nienburg verlegt wurde.
Das zweigeschossige verputzte L-förmige Gebäude mit einem Walmdach diente als Gast-, Logier-, Post- und Wohnhaus. Es wurde wohl noch in der ersten Hälfte des 19. Jahrhunderts und eingeschossig Ende des 19. Jahrhunderts erweitert. Die ältesten Teile sind die Eingangshalle und die Innentüren. Unter einer der Erweiterungen befindet sich der Gewölbekeller aus dem 19. Jahrhundert. Erwähnenswert ist, dass der Hannoversche König (1837–1851) Ernst August hier genächtigt hat. Um 1870 wurde die Poststation aufgegeben. Die Häuser wurden zunächst durch Wohnungen genutzt.
Die Volkshochschule hielt Mitte der 1980er Jahre hier ihre Seminare ab.
Ab 1988 und in den 1990er Jahren residierte im Haus das Stadtarchiv.
Von 2001 bis 2003 fand eine erneute umfangreiche Sanierung statt. Danach bezog die Volkshochschule des Landkreises Diepholz mit der Geschäftsstelle im November 2003 das Haus und nutzte es bis 2021.
Seit 2022 nutzt die Syker Stadtverwaltung wieder das Gebäude.